# Frauenchiemsee
Frauenchiemsee (Duits: Insel Frauenchiemsee of ook Fraueninsel) is qua bewoning het belangrijkste eiland van de drie eilanden in de Chiemsee, een meer in Beieren.
Samen met het grootste eiland Herrenchiemsee (of Herreninsel) en het kleinere Krautinsel, vormt het de gemeente Chiemsee, qua oppervlakte de kleinste van Beieren.
De benamingen Fraueninsel en Herreninsel vinden hun oorsprong in het feit dat zich op het ene eiland een vrouwenklooster, klooster Frauenchiemsee (benedictinessen), en op het andere een mannenklooster (eerst benedictijnen, later augustijnen) bevond.